# Arquitectura de l'antiga Grècia

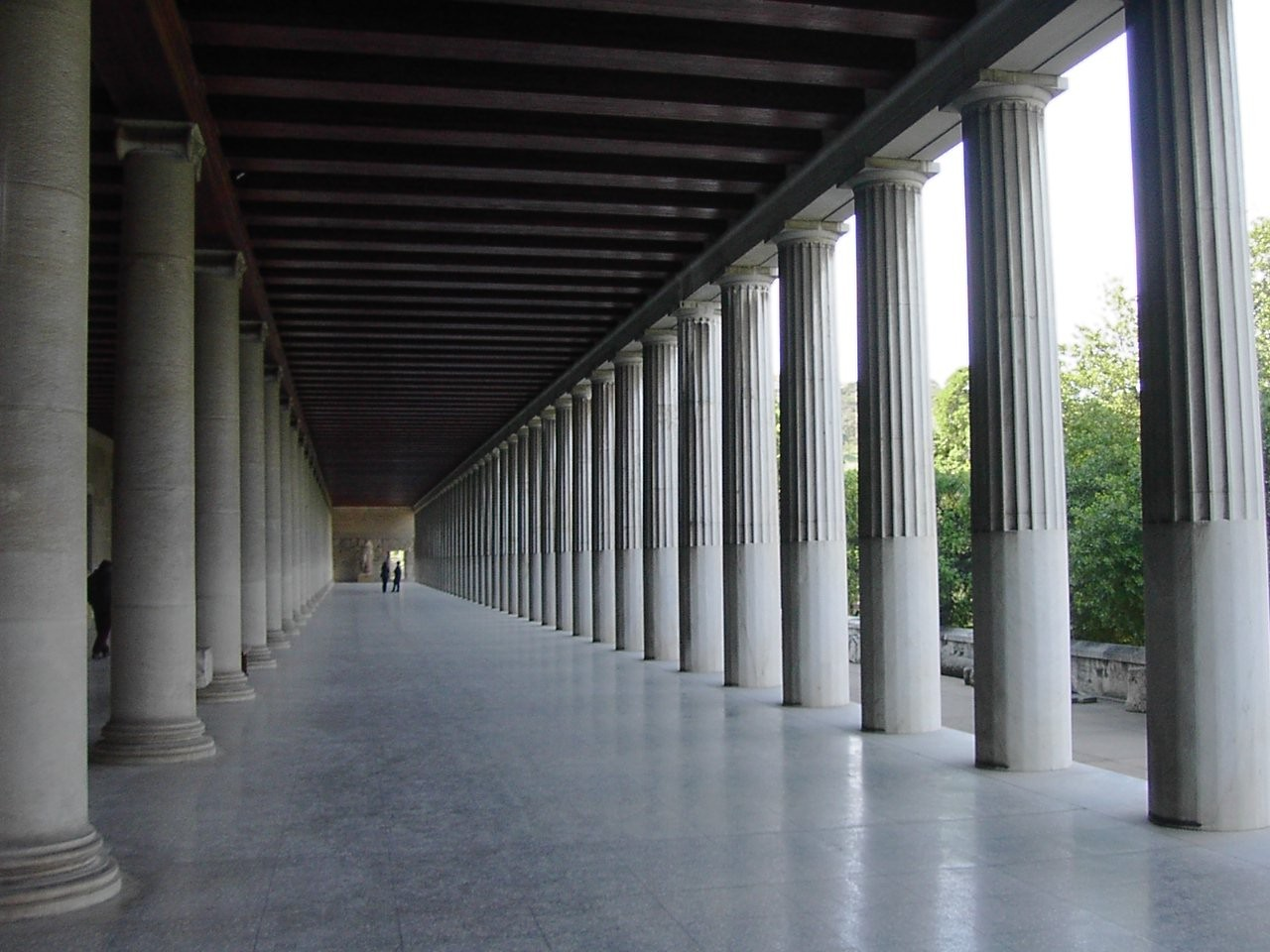
La stoà d'Àtal restaurada, Atenes.

L'arquitectura de l'antiga Grècia va fixar les bases de l'arquitectura del món occidental durant segles. A grans trets, l'art grec representà una síntesi transformadora, innovadora dels corrents artístics de la cultura egípcia, del pròxim orient i de l'Egeu. Es tracta d'una cultura antropocèntrica que es preocupa per la creació d'un art a la mida de l'home ("l'home és la mesura de totes les coses". Protàgores).
Els edificis més importants, els temples, es caracteritzen per la seva gran simplicitat amb només una sala allargada i un pòrtic. Aquesta senzillesa es veu també reflectida en la seva estructura que era arquitravada sobre columnes.
Els grecs donen un tractament harmònic a tots els seus edificis basat amb la repetició sistemàtica d'uns elements: la columna i l'entaulament. La forma i disposició d'aquests presenta un repertori limitat de variants que són els anomenats ordres arquitectònics, o conjunts de columna (element sustentador) i superestructura (element sostingut), que es diferencien entre ells per la forma de la columna i el seu capitell, per la disposició de les parts de l'entaulament i les proporcions entre les mides de tots els elements.

## Estils arquitectònics
Entre les normes o cànons de composició arquitectònica a l'arquitectura grega hi destacaren tres ordres arquitectònics majors: dòric, jònic i corinti. De l'arquitectura grega antiga, es fixen en tres estils o ordres clàssics: dòric, jònic i corinti, que es diferencien en la proporció altura-diàmetre de la columna ("stilos" en grec) i les formes del capitell i de l'entaulament. L'ordre és el resultat d'una relació numèrica influïda per les teories pitagòriques. Cada ordre relaciona les diferents parts de l'edifici amb el tot, determinant al mateix temps la seva decoració.

### Dòric
L'estil dòric és el més rude i s'emprava en exteriors, especialment dels temples dedicats als déus masculins. Els estils jònic i corinti s'empraven en interiors o en exteriors de temples dedicats a divinitats femenines.
Dòric: La columna s'aixeca sobre un estilòbat sense base. El fust té setze o vint estries que es tallen en arestes agudes. Aquest acaba sobre un collarí sobre el qual hi ha un capitell format per l'equí i l'àbac. L'entaulament és format per un arquitrau llis i un fris on s'alternen els tríglifs i les mètopes. Exemple: El Partenó.
La columna consta de base, fust i capitell. Sobre les columnes s'assenta l'entaulament, que consta d'arquitrau, fris i cornisa. Sobre les façanes principals, formats per la teulada a dues aigües, estan els timpans o frontó. De vegades el temple s'assenta sobre una plataforma amb grades, crepidoma, per elevar-lo sobre el terreny.
L'estil dòric és un dels tres ordres clàssics de l'arquitectura grega, junt al jònic i al corinti. És el més primitiu i simple; és l'ordre grec per excel·lència. Com més antic, arcaic, més maldestre, fa més sensació de robustesa; com més tardà, més esvelt i proporcionat és; aconseguint així l'harmonia i bellesa clàssica. Es va utilitzar en la Grècia continental des del segle VII aC i al sud d'Itàlia. El Partenó, temple dedicat a Atenea Parthenos a l'Acròpoli d'Atenes, és sens dubte el màxim exponent d'aquest estil arquitectònic. Simbolitza força, heroïcitat, fou utilitzat sobretot amb aquest simbolisme en el Renaixement.

### Jònic
És més esvelt que no pas el dòric. La columna en aquest cas té base i el fust es remata en un capitell format per dues volutes. L'arquitrau no és llis, està dividit en tres platabandes i el fris no està dividit en mètopes i tríglifs sinó que és una zona en la qual es desenvolupa lliurement la decoració escultòrica. Exemple: L'Erecteó.
La columna jònica té una altura d'entre 8½ i 9½ vegades el seu diàmetre, el fust reposa sobre una base, d'una altura equivalent a la meitat del seu diàmetre, que pot ser de dos tipus, àtica o jònica. La base àtica presenta dues motllures convexes, la inferior més grossa que la superior, anomenades tors, i una còncava anomenada escòcia que, de vegades, reposen sobre un pedestal quadrat anomenat plint; la base jònica és formada per un plint, dues escòcies entre astràgals, i un tor.

### Corinti
Representa la decoració i la vistositat. Encara és més estilitzat que el jònic. Tanmateix la principal diferència entre ambdós ordres és en el capitell que en aquest cas lluirà una decoració vegetal amb fulles d'acant. Exemple: El temple de Zeus Olímpic a Atenes.
Les façanes transversals a l'eix de l'edifici presenten, en tots els casos un frontó triangular que defineix un espai (el timpà) decorat per relleus i escultures. Com hem dit els temples grecs es caracteritzen per la seva estructura molt simple. Consistien en una única sala a la qual s'accedia per un pòrtic. La sala qua albergava l'estàtua del déu es deia naos. El pòrtic es deia pronaos (literalment, "davant de la naos").
Com en els grecs no els agradava que les part anterior i posterior dels seus temples fossin diferents, afegiren un pòrtic en la part posterior (opistodòm) per donar així un aspecte més simètric.
Per donar aquest aspecte, els grecs rodejaren el nucli del temple amb una columnata anomenada peristil.
Segons el nombre de columnes que tenien a la façana, els temples podien ser tetràstils (quatre), hexàstils (sis), octàstils (vuit). Si tenien pòrtic al davant i al darrere s'anomenaven amfipròstils, i si tot el perímetre estava envoltat de columnes es deia perípter i dípter si ho estava per una doble fila de columnes.
L'estil corinti és un dels tres ordres clàssics de l'arquitectura grega (els altres dos són el dòric i el jònic).
El capitell corinti és característic per estar decorat amb fulles d'acant. L'origen aquest estil es troba a la Grècia clàssica, però ha estat heretat durant el temps, com en Roma, el renaixement, el barroc o el neoclassicisme i bona mostra d'això s'observa en la Maison Carrée de Nimes, el Panteó de Roma o en la façana del Congrés dels Diputats o del Museu del Prado de Madrid.

## Tipus d'edificis
Els tipus d'edifici que més importància han tingut són el temple i el teatre tot i que en destaquen d'altres.

### Temple

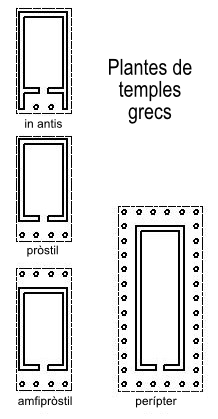
El temple grec.

El temple podria haver tingut el seu origen en el mègaron, l'habitació més important de la casa grega i santuari dels déus familiars, tal com el descriu Vitruvi. Els temples són concebuts per a ser contemplats des de l'exterior. En les invasions i guerres, els guanyadors enderrocaven el palau del rei vençut, però respectaven el mègaron, ja que era la casa del déu de la regió. Així, el temple més antic era el in antis que té tot l'aspecte de ser una habitació que ha perdut la casa que tenia al voltant.
El temple consta d'un local, naos, amb una sola obertura, la porta, sense finestres. Davant té un pòrtic, pronaos, amb columnes, stylos. De vegades el temple té dos naos, amb les portes a les façanes principals, les més curtes, i en aquest cas cada naos sol estar dedicada a una divinitat diferent.
Amb el temps, a aquest temple, ja aïllat, se li van anar afegint més columnes i decoració; així van aparèixer els temples pròstils (amb quatre columnes a la façana principal), amfipròstil (amb columnes a les dues façanes més curtes) i perípter (columnes en tot el perímetre).
Tenien sempre a les façanes principals (les més curtes) un nombre de columnes parell (quan té quatre se l'anomena tetràstil; si són sis, hexàstil; si són vuit, octòstil i si fossin deu, decàstil), de manera que marca l'eix amb un buit, i en els laterals un nombre senar, habitualment el doble que en les principals més una. Hi ha alguns casos de temples circulars (tolos).
Amb el temps, els arquitectes grecs van anar afinant les proporcions i els detalls dels seus temples. Molts consideren que el Partenó d'Atenes, dels arquitectes Ictinos i Cal·lícrates, és el temple que millor expressa el desig de Bellesa dels grecs.
A partir del segle IV a C apareixen temples de planta circular anomenats tolos.

### Teatre

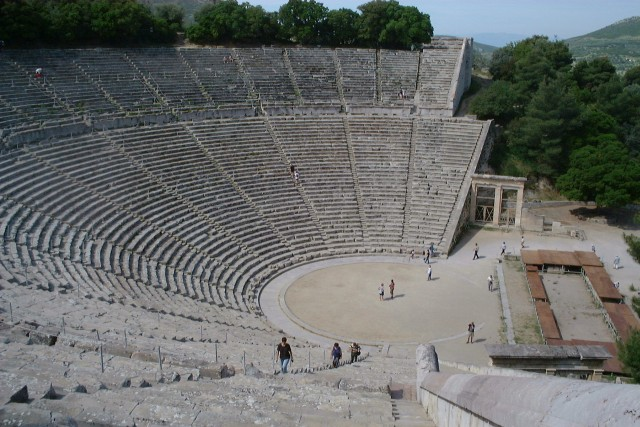
Teatre grec a Epidaure (Grècia)

Els grecs eren molt aficionats al teatre i van construir per a això imposants edificacions. Eren sempre a l'aire lliure. Les grades tenien forma semicircular i s'assentaven al pendent d'un turó. D'aquesta forma aprofitaven la inclinació natural del terreny, per permetre que tots els espectadors veiessin l'escenari sense obstacles. Amb aquest i altres artificis, aconseguien que als teatres poguessin acomodar-se fins a 15.000 espectadors, xifra que fins i tot avui sembla molt gran (el Liceu, per exemple, quan va ser construït era el de més localitats de tot Europa, amb 3.500, i ni tan sols els teatres romans no van arribar a aquesta mida).
Neix amb finalitats religioses amb el culte a Dionís, es construeix sobre un pendent on s'excavaven els seients per als espectadors. L'escenari o prosceni, on actuaven els actors, estava precedit per una zona circular, l'orquestra, que servia com a reflector del so, i on el cor cantava i ballava en relació amb l'acció física de l'actor. De vegades a l'orquestra es col·locava el déu i l'altar de cerimònies. Al fons estava l'escena, amb tres portes simètriques, on es disposaven els elements escènics i on els romans posarien una altíssima paret. La graderia semicircular, anomenat teatre, es realitza en pedra des del segle iv aC.

### Monuments funeraris
Els monuments funeraris grecs i amb fonament les següents formes:
- Atenes, estela amb relleus de figures.
- Peloponès, la de petit templet.
- Macedònia, se servien de grutes excavades a la roca o a terra amb voltes i pintures.
- Àsia Menor, templets com en el Peloponès o hipogeus com a Macedònia.

Entre tots, va ser notable, per sumptuós, el mausoleu d'ordre jònic adornat amb relleus i estàtues que es va elevar en Halicarnàs (Àsia Menor) a la memòria de Mausol, rei de Corca per la seva dona Artemisa (segle IV aC) d'on prenen nom els mausoleus. Altres vegades cremaven als cadàvers guardant-se les cendres en urnes o atuells.

### Edificis d'utilitat pública
Entre els edificis d'utilitat pública figuraven com a principals després dels temples i els teatres esmentats:
- Les àgores o places públiques envoltades de pòrtics per a reunions civils, mercats i assemblees.
- Els gimnasos o edificis per a escoles, també amb patis i pòrtics.
- Els estadis, amb graderia recta al llarg i semicircular en un extrem per a curses a peu i pugilats.
- Els hipòdroms, semblants als estadis però amb tancament arquejat en ambdós extrems i que es destinaven a curses de cavalls i carros.

### Altres
- La Stoà